# 絺疵玻璃介
絺疵玻璃介（学名：Candona shitsyi）为金星介科玻璃介屬下的一个种。